# Rockstar (film)
Rockstar è un film indiano del 2011 diretto da Imtiaz Ali.

## Trama
Jordan, un giovane appassionato di musica ha il sogno di diventare famoso cantando. Lungo il suo percorso incontra una Veer, una ragazza audace e anima gemella di Jordan.

## Riconoscimenti
- Filmfare Awards

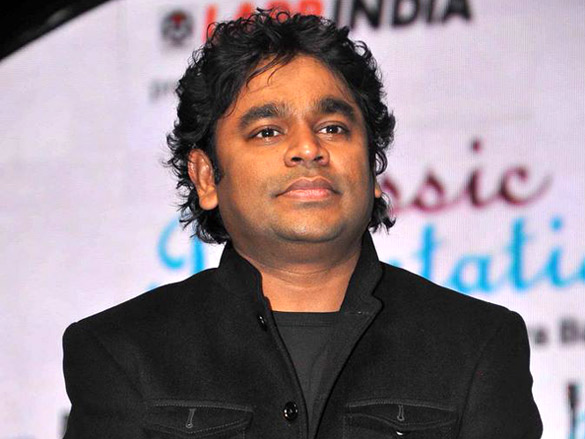
A.R. Rahman, musicista del film

  - 2012: "Best Actor" (Ranbir Kapoor), "Best Actor (Critics)" (Ranbir Kapoor), "Best Music Director" (A. R. Rahman), "Best Lyricist" (Irshad Kamil – Nadaan Parindey), "Best Male Playback Singer" (Mohit Chauhan – Jo Bhi Main)
- International Indian Film Academy Awards
  - 2012: "Best Actor" (Ranbir Kapoor), "Hottest Pair Of The Year" (Ranbir Kapoor & Nargis Fakhri), "Best Music Director" (A. R. Rahman), "Best Background Score" (A. R. Rahman), "Best Lyricst" (Irshad Kamil – Nadaan Parindey), "Best Male Playback Singer" (Mohit Chauhan – Nadaan Parindey)
- Screen Awards
  - 2012: "Best Actor" (Ranbir Kapoor), "Best Music" (A. R. Rahman), "Best Male Playback Singer" (Mohit Chauhan – Phir Se Udd Chala, Saadda Haq)
- Zee Cine Awards
  - 2012: "Best Director" (Imtiaz Ali), "Best Screenplay" (Imtiaz Ali), "Best Actor – Male" (Ranbir Kapoor), "Best Music" (A. R. Rahman), "Best Lyrics" (Irshad Kamil – Rockstar), "Best Playback Singer – Male" (Mohit Chauhan – Jo Bhi Main), "Best Editing" (Aarti Bajaj)
- Global Indian Music Academy Awards
  - 2012: "Best Film Album" (Rockstar – A. R. Rahman), "Best Music Director" (A. R. Rahman), "Best Background Score" (A. R. Rahman), "Best Lyricst" (Irshad Kamil – Nadaan Parindey), "Best Male Playback Singer" (A. R. Rahman, Javed Ali, Mohit Chauhan – Kun Faya Kun), "Best Engineer – Film Album" (P. A. Deepak, Hentry Kuruvilla, S.Sivakumar & T.R. Krishna Chetan)
- BIG Star Entertainment Awards
  - 2011: "Best Actor of the Year" (Ranbir Kapoor), "Most Entertaining Romantic Actor – Male" (Ranbir Kapoor), "Most Entertaining Playback Singer – Male" (Mohit Chauhan – Saadda Haq), "Most Entertaining Song" ("Saadda Haq – A. R. Rahman)
- Mirchi Music Awards
  - 2012: "Album of The Year" (A. R. Rahman, Irshad Kamil), "Music Composer of The Year" (A. R. Rahman – Nadaan Parindey), "Song Representing Sufi Tradition" (Kun Faya Kun), "Listeners' Choice Song of the Year" (Naadaan Parinde), "Listeners' Choice Album of the Year" (Rockstar)
- Producers Guild Film Awards
  - 2012: "Best Actor in a Leading Role" (Ranbir Kapoor), "Best Music Director" (A. R. Rahman), "Best Lyricist" (Irshad Kamil – Rockstar), "Best Male Playback Singer" (Mohit Chauhan – Saadda Haq)
- People's Choice Awards India
  - 2012: "Favourite Drama Movie" (Rockstar - Shree Ashtavinayak Cine Vision)
- FICCI Frames Excellence Honours
  - 2012: "Best Director" (Imtiaz Ali), "Best Actor" (Ranbir Kapoor), "Best Music Director" (A. R. Rahman), "Best Male Playback Singer" (Mohit Chauhan)